# Kamsack
Kamsack est une ville située dans la province de la Saskatchewan au Canada le long de la rivière Assiniboine.
La ville fut fondée en 1905 avec l'arrivée du chemin de fer sur le territoire des Amérindiens Saulteaux, qu'ils avaient obtenu après le traité de 1874 entre leur chef Gabriel Côté des Saulteaux et le gouvernement canadien, signé le 15 septembre 1874 et devenu une réserve en 1877.
Le nom Kamsack lui fut donné par les émigrants de la communauté chrétienne Doukhobors venant de Russie et d'Ukraine.
Le site historique du fort de la Rivière Tremblante, qui fut un poste de traite fortifié de la Compagnie du Nord-Ouest est situé à une dizaine de kilomètres au Nord de la ville de Kamsack.
La ville comptait 1713 habitants au recensement de la population de 2006.

## Démographie
| 2001  | 2006  | 2011  | 2016  |
| ----- | ----- | ----- | ----- |
| 2 009 | 1 713 | 1 825 | 1 898 |